# Villino Lampredi
Il villino Lampredi è un palazzo in stile Liberty a Firenze, situato in via Giano Della Bella al numero 13, realizzato da Giovanni Michelazzi nel 1908-09 assieme all'attiguo villino anch'esso denominato Lampredi per il costruttore Giulio Lampredi. La decorazione ceramica in facciata fu opera di Galileo Chini. Realizzato con struttura "a muri incatenati" - come precauzione antisismica - il villino sorge nella zona fuori dalle mura d'Oltrarno, in via Giano Della Bella, strada dal carattere esclusivamente residenziale.

## Architettura
L'edificio è dominato all'esterno da una qualità formale da individuare soprattutto nelle minime variazioni di piano, nelle tensioni lineari capaci di creare l'illusione di una flessione dell'intera superficie.

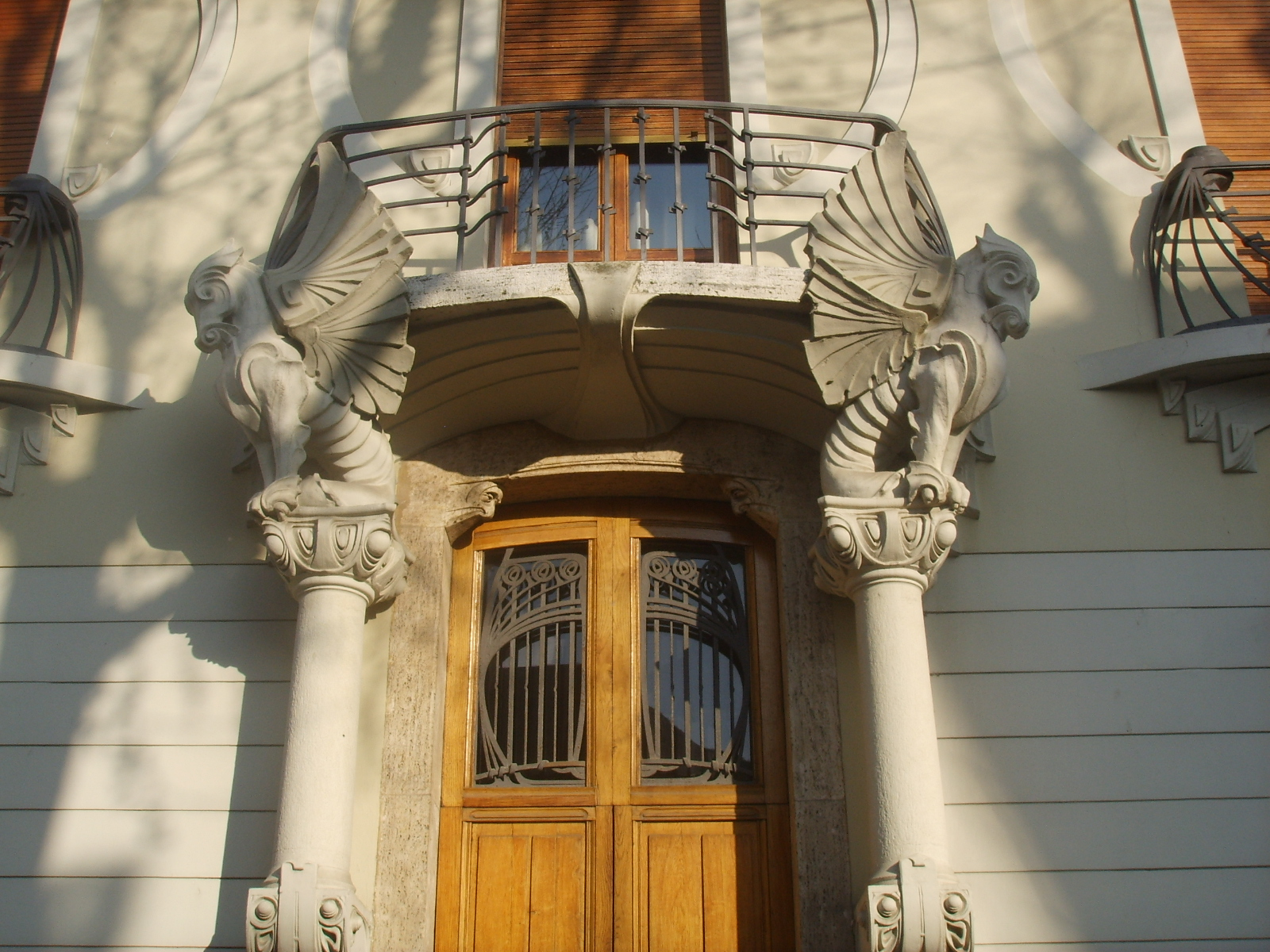
Il balcone

Fu costruito contiguo all'altro villino di proprietà Lampredi, opera dello stesso Michelazzi, ha un impianto regolare, ed è caratterizzato essenzialmente dal raffinato disegno della superficie di facciata.
Facciata realizzata con una tripartizione (zoccolo, parte centrale, cornicione di chiusura)e con il rafforzamento della parte centrale mediante la collocazione degli episodi plastici, draghi alati accovacciati sulle colonnine a sbalzo che sostengono e incorniciano il portone d'ingresso.
I tre balconi del primo piano sono inseriti all'interno di tre ampi circoli decorativi, enfatizzati dai settori interni cromaticamente contrastanti, raccordati da un ondulato nastro terminale arricchito da teste di drago.
La sinuosità del disegno si ritrova anche nelle inferriate delle finestre del pian terreno e nelle ringhiere dei balconi del primo piano.
Le facciate laterali presentano una semplice superficie intonacata arricchite solo da finestrature. Negli interni sono ancora presenti le porte, alcune a vetri colorati, e i pavimenti originali in pasta di cemento decorati con piccoli motivi floreali o con decorazione "a tappeto" tipici del periodo. Ancora al pian terreno sono conservate piccole decorazioni in ceramica, tra cui una formella, opera di Galileo Chini, nell'ingresso, e una fascia di piastrelline rettangolari decorate con un motivo floreale nel bagnetto di servizio, conservato quasi integralmente.
La scala di collegamento con il piano superiore è in pietra serena a tre rampe e conserva la ringhiera originale in ferro battuto decorato con racemi vegetali e corrimano in legno. Il vano scala è illuminato a pioggia da un lucernario di forma rettangolare chiuso da vetri colorati con un motivo decorativo vegetale stilizzato in ferro.
Il primo piano, composto di quattro camere ed un bagno, è stato oggetto di interventi di rimodernamento degli anni '60 con la sostituzione delle pavimentazioni che tuttavia non erano più le originali. Una delle stanze presenta una decorazione a stucco sul soffitto, difficilmente classificabile come originale dato il carattere tradizionale e classicheggiante delle cornici e del disegno ad ovale.

## Fortuna critica
Considerato un prodotto di alto livello all'interno della produzione michelazziana, riscoperta e positivamente valutata dalla critica architettonica degli ultimi trent'anni, l'edificio, pur non discostandosi nell'impianto volumetrico-distributivo dalla sperimentata tipologia del "villino" di matrice ottocentesca, è dominato all'esterno da una qualità formale da individuare soprattutto, secondo Cresti, nella "ricerca, nelle minime variazioni di piano, delle funzioni attribuite alle tensioni lineari" che creano "l'allusione di una flessione dell'intera superficie" (Cresti, 1978).

## Bibliografia

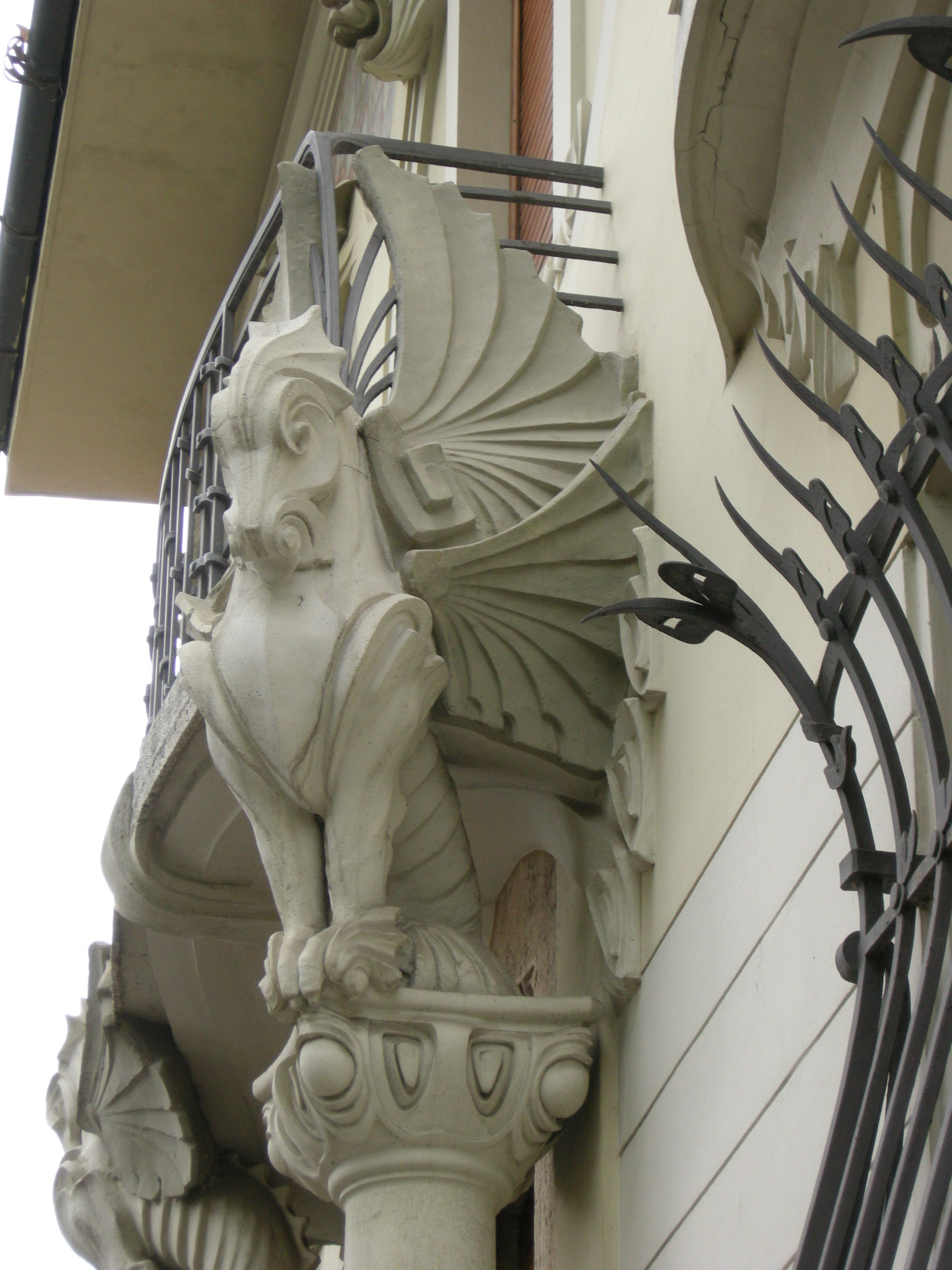
Figura alata che regge il balcone

## Altre immagini

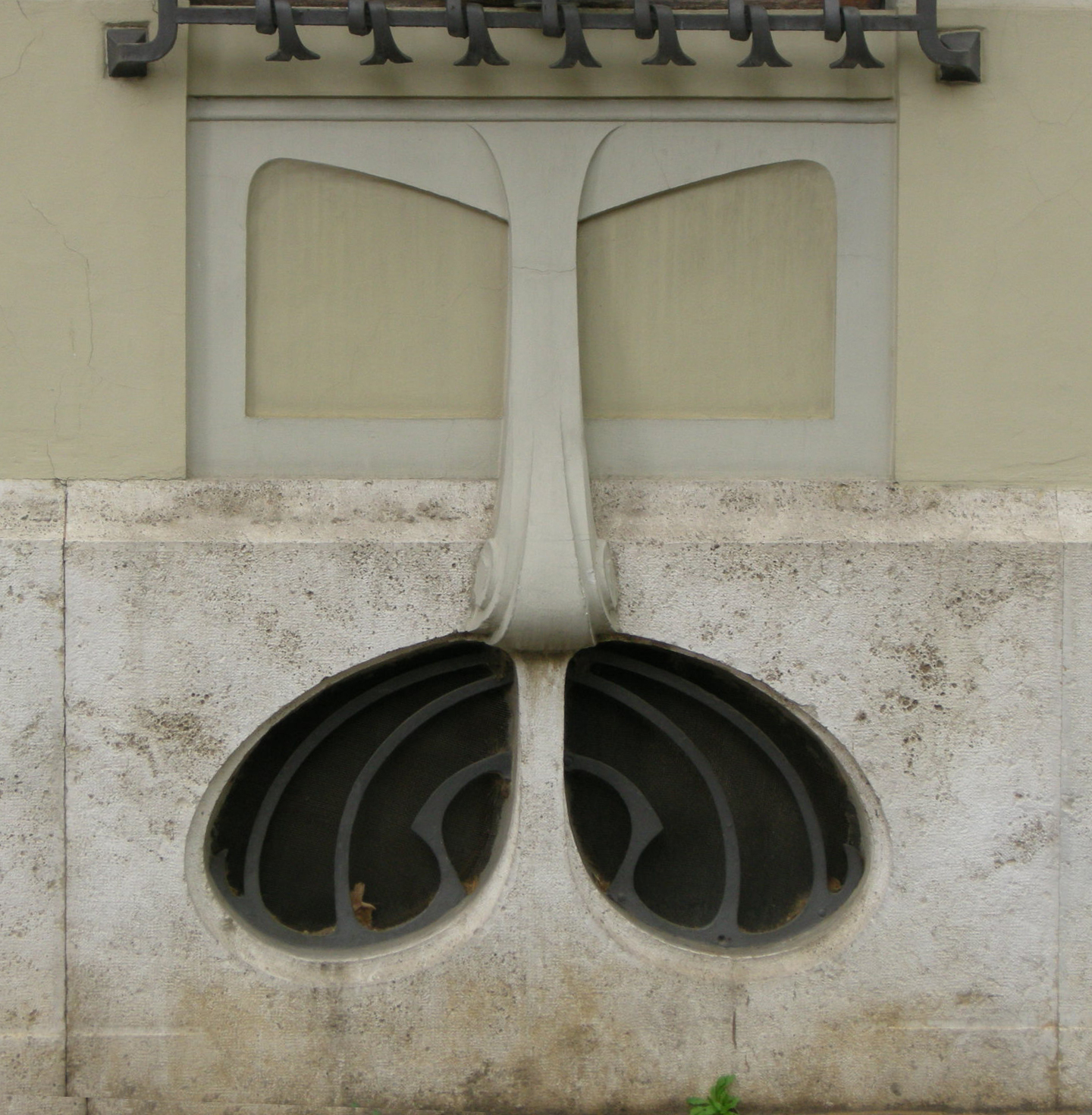
Dettaglio della facciata
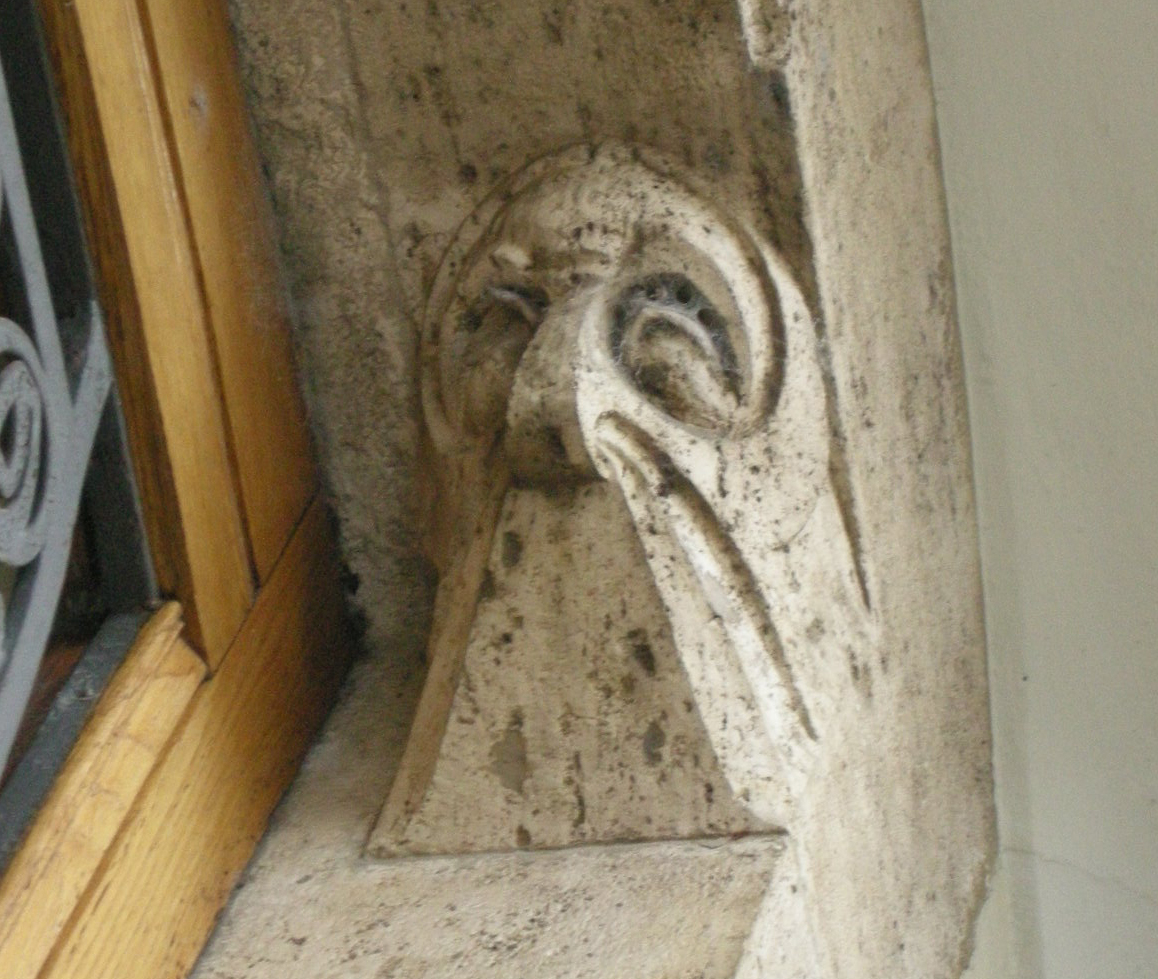
Dettaglio della facciata
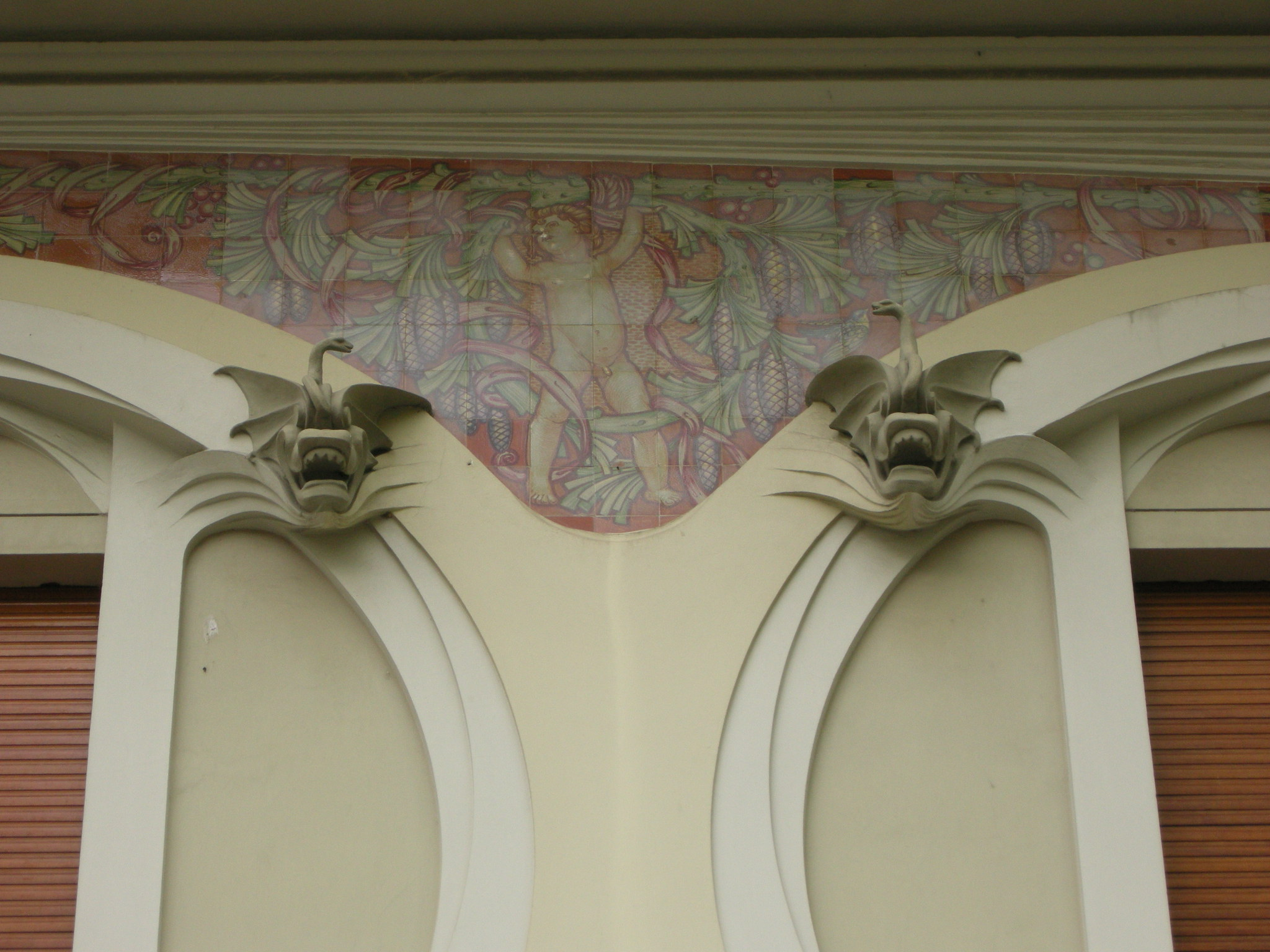
Dettaglio della facciata
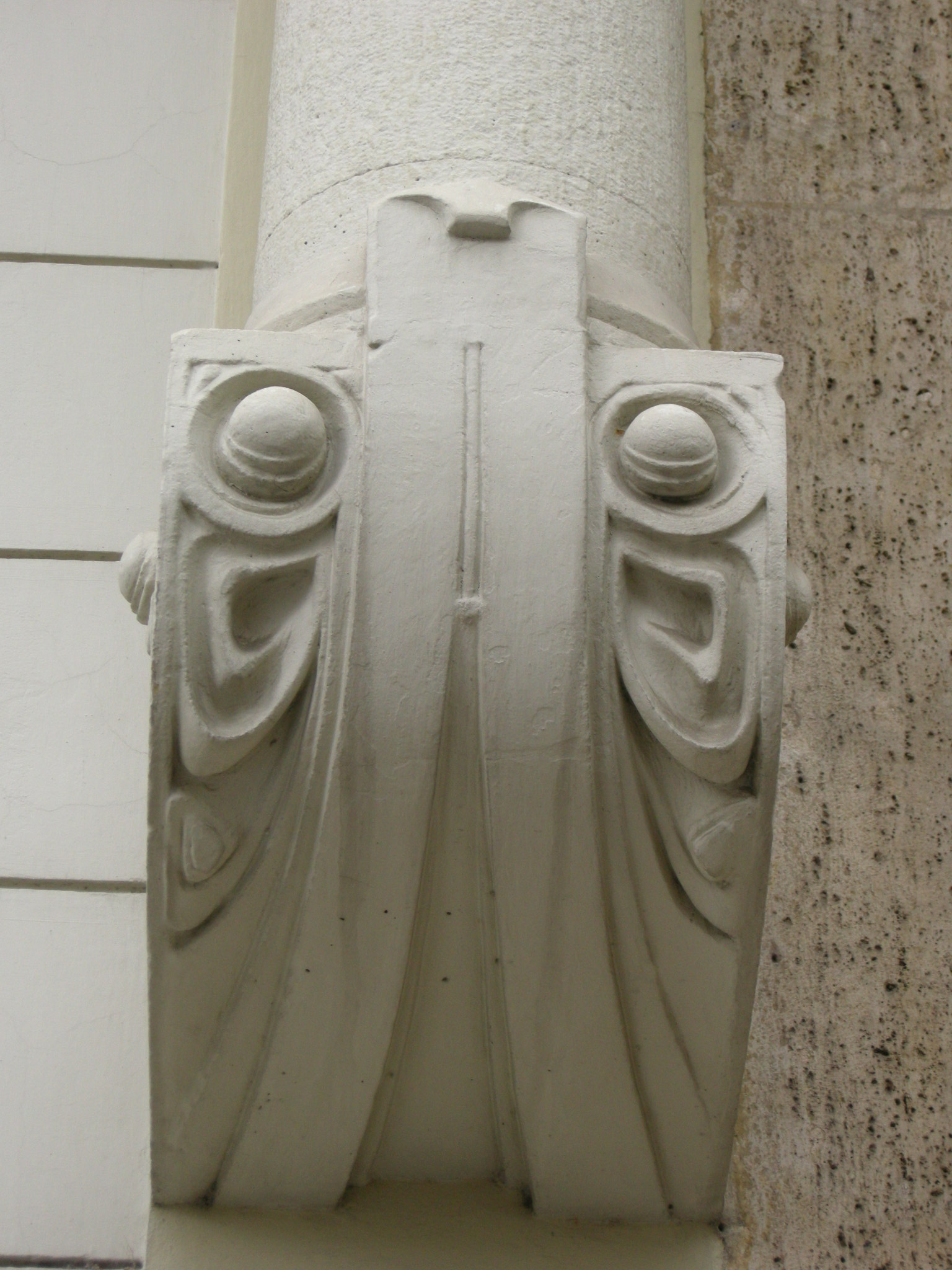
Dettaglio della facciata